# عزیزآباد قطاسوند
عزیزآباد قیطاسوند  ، روستایی از توابع بخش مرکزی شهرستان ازنا در استان لرستان ایران است.که محل زندگی چهارلنگ های بختیاری است .درکنار ش ده برگیوند و وده درویشی زندگی میکنند

## جمعیت
این روستا در دهستان پاچه لک غربی قرار دارد و براساس سرشماری مرکز آمار ایران در سال ۱۳۸۵، جمعیت آن ۱۵۴ نفر (۲۲خانوار) بوده‌است.